# 카르마 2
카르마 2(Karma II)는 드래곤플라이에서 개발한 1인칭 슈팅 게임이다. 1950년에 독일은 온 유럽을 점령하고, 러시아는 이에 맞선다는 가상의 설정을 바탕으로, 2차대전 동부전선에서의 전장분위기를 철저한 고증과 함께 구현했다.
기존 넷마블에서 서비스했던 카르마 온라인의 경우 1,200만 유저에 최고동접 9만에 달했으며, 온라인 FPS라는 새로운 장르를 한국 온라인 산업에 소개한 첫 작품이다.
기존 카르마 유저들이 드래곤플라이에 보낸 끈질긴 개발 요청때문에 카르마2 초기 사업 진행이 급물살을 탔다는 말이 있을 정도로 기존 유저들의 관심이 뜨거웠다.
드래곤플라이가 전체적인 기획을, 판타그램은 사운드 부분을, 블루사이드는 그래픽 부분을 담당하는 공동 개발 형태이며, 현재 공개된 플레이 영상, 스크린숏, 개발다큐동영상에서 볼 수 있듯이 기존 타FPS에서 보이는 단순 총싸움이 아닌, 돌격/저격/분대지원/중화기 4개의 병과를 중심으로 전략적인 전투가 가능한 형태로 구현했다.
2010년 7월 30일을 기점으로 실시 되었던 대규모 업데이트로 인해서 카르마 2라는 이름 대신 카르마 리턴즈로 명칭이 바뀌었다. 그러나 전작의 미래전은 구현되지 않았다. 2012년 12월 27일에 서비스 종료하였다.